# Lea D'Avanzo
Lea D'Avanzo (Padova, 22 agosto 1898 – Segrate, 1975) è stata una scultrice italiana.

## Biografia
Lea D'Avanzo si forma sotto la guida di Adolfo Wildt, da cui eredita il gusto simbolista, e di Ezio Roscitano.
Nel 1927 presenta un Poemetto mistico all'Esposizione nazionale della R. Accademia di Brera, realizzato in pietra serena. 
L'anno successivo nel giardino dell'Esposizione internazionale d'arte di Venezia è in mostra con una scultura in marmo, Passione. Nel 1930 partecipa di nuovo alla XVII Esposizione biennale internazionale d'arte di Venezia, con una Schiava.
Nel 1931, una sua Pietà, esposta per l'occasione nella Rotonda di Gallimberti, viene premiata alla Mostra di Arte sacra di Padova. Lo stesso anno espone Brivido e Testina a Montecatini Terme. Nel 1932, La fonte dell'artista è premiata al Salon del Louvre di Parigi, e sarà in seguito esposta al Parco di Milano. Nel 1933 la scultrice è nuovamente premiata al Salon di Parigi per la sua Schiava in bronzo descritta come «piena di grazia, di forza e d'armonia.» Lo stesso anno altre sue opere sono in mostra a Varsavia e a Napoli.
Ad aprile del 1934 Lea D'Avanzo inaugura una sua personale al Faro di via Pierino Delpiano 4, a Torino, esponendo 19 opere, tra cui spiccano l'Attesa, la Pietà già premiata a Padova e un suo Atleta in riposo, che comparirà anche in un numero dell'Almanacco della Donna Italiana del 1935..
Partecipa ancora alla Biennale di Venezia nel 1948, con un'opera in porfido, intitolata Stanchezza. Nel 1951 espone alla Biennale d'arte triveneta al Palazzo della Ragione, venendo indicata da Decio Gioseffi tra i migliori artisti presenti.
Lea D'Avanzo muore nel 1975 ed è sepolta al cimitero monumentale di Milano, come la collega Lina Arpesani. Nonostante i riconoscimenti nazionali e internazionali ricevuti nel corso della sua carriera, D'Avanzo è oggi una scultrice poco nota, al pari di altre sue colleghe.
Sue opere sono conservate in vari musei, tra cui una Maternità in terracotta presso la GAM di Milano e la Testa di fanciullo scolpita in bronzo presso la GAM di Torino.

## Stile
Lea D'Avanzo predilige scolpire in bronzo, pietra serena e marmo, ad esempio a partire da un modello in gesso. 
Si dedica principalmente alla ritrattistica, facendosi notare per i suoi gruppi scultorei e i nudi femminili.
Nel corso della sua carriera vari giornali le dedicano recensioni positive, non trascurando di notare la rarità delle donne scultrici in un'epoca in cui il mestiere è prevalentemente maschile, e la necessaria determinazione per intraprendere tale carriera, che taluni non esitano a definire (paradossalmente) «temperamento virile».
Secondo alcuni critici, le sue figure femminili sono «possenti» e le sue opere sono descritte come «meditate a lungo, scevre da qualsiasi dilettantismo improvvisatore», «schiette», dotate di grande «nobiltà plastica» e «armonia plastica», nonché intrise di un «simbolismo nuovo, aperto alle onde del sentimento».
Leonardo Borgese non esita a lodare D'Avanzo per «un caratteristico amore classico per il corpo umano reso sempre, degno, forte, quasi la scultrice "intenda castigare quanto può la natura secondo un canone ideale di purità che, beninteso, è proprio l'opposto del sensuale androgino degli alessandrini"».